# 小松三省
小松 三省（こまつ さんせい、1858年11月14日（安政5年10月9日）- 1900年（明治33年）12月27日）は、明治期の新聞記者、政治家。衆議院議員。旧姓・江口。

## 経歴
土佐国安芸郡西分村（現高知県安芸郡芸西村西分）で、土佐藩士・江口治六の長男として生まれる。共立学舎英語学校、立志学舎を経て、1877年（明治10年）1月、慶應義塾に入塾し、英学、仏学、羅甸語（ラテン語）学、政治学、経済学などを学んだ。
自由民権運動に加わる。1882年（明治15年）6月、松木正守らと大阪自由党を結成した。その後、『東雲新聞』、『自由』の記者として文筆に腕を振るい、京阪神地区の民権派政談演説会に弁士として活躍した。
衆議院議員総選挙の立候補資格を得るため小松に改姓した。武市安哉の辞職に伴い1893年（明治26年）5月に実施された第2回衆議院議員総選挙高知県第1区補欠選挙に出馬して同月25日に初当選。その後、1894年（明治27年）3月の第3回総選挙（高知県第1区、自由党）、同年9月の第4回総選挙（高知県第1区、 自由党）でも再選され、衆議院議員に連続3期在任した。
その後、議会政治に失望して1900年に北海道に渡ったが 札幌で死去した。

## 著作
- 江口三省『撰挙論』盛業館、1889年。
- 江口三省『大日本帝国憲法註解』北辰館東雲堂、1889年。
- 江口三省訳、ヘンリー・ジョージ 外著『社会論 前編』自由社、1892年。